# 邹德玉
邹德玉（1941年8月21日—）湖北省洪湖市螺山镇人，中国人民解放军空军少将。

## 生平
1960年6月，自洪湖市第一中学招飞入伍。先后在中国人民解放军空军某航空预备学校、空军某航空学校、空军某高级专科学校学习，1961年4月加入中国共产党。1966年9月毕业后任飞行教员。此后历任飞行中队长、飞行副大队长、飞行大队长、飞行训练团副团长、团长。1983年5月，任空军第十三航空学校校长（正师职）。1986年12月，任空军第十三飞行学院院长。1990年6月，任空军某指挥所参谋长（副军职）。1992年8月任空军指挥学院副院长，2000年2月退休。
1992年7月被授予空军少将军衔。